# 21a etapa del Tour de França de 2015
La 21 etapa del Tour de França de 2015 es disputà el diumenge 26 de juliol de 2015 sobre un recorregut de 109,5 km entre Sèvres i l'Avinguda dels Camps Elisis de París.

## Resultats

### Classificació de l'etapa
|    | Ciclista                   | Equip                   | Temps      |
| -- | -------------------------- | ----------------------- | ---------- |
| 1  | André Greipel (GER)        | Lotto Soudal            | 2h 49' 41" |
| 2  | Bryan Coquard (FRA)        | Team Europcar           | m. t.      |
| 3  | Alexander Kristoff (NOR)   | Team Katusha            | m. t.      |
| 4  | Edvald Boasson Hagen (NOR) | MTN Qhubeka             | m. t.      |
| 5  | Arnaud Démare (FRA)        | FDJ                     | m. t.      |
| 6  | Mark Cavendish (GBR)       | Omega Pharma-Quick Step | m. t.      |
| 7  | Peter Sagan (SVK)          | Team Tinkoff-Saxo       | m. t.      |
| 8  | John Degenkolb (GER)       | Team Giant-Alpecin      | m. t.      |
| 9  | Michael Matthews (AUS)     | Orica-GreenEDGE         | m. t.      |
| 10 | Ramūnas Navardauskas (LTU) | Cannondale-Garmin       | m. t.      |

## Classificacions a la fi de l'etapa

### Classificació general
|    | Ciclista                 | Equip                 | Temps       |
| -- | ------------------------ | --------------------- | ----------- |
| 1  | Chris Froome (GBR)       | Team Sky              | 84h 46' 14" |
| 2  | Nairo Quintana (COL)     | Movistar Team         | + 1' 12"    |
| 3  | Alejandro Valverde (ESP) | Movistar Team         | + 5' 25"    |
| 4  | Vincenzo Nibali (ITA)    | Astana Qazaqstan Team | + 8' 36"    |
| 5  | Alberto Contador (ESP)   | Team Tinkoff-Saxo     | + 9' 48"    |
| 6  | Robert Gesink (NED)      | Team LottoNL-Jumbo    | + 10' 47"   |
| 7  | Bauke Mollema (NED)      | Trek Factory Racing   | + 15' 14"   |
| 8  | Mathias Frank (SUI)      | IAM Cycling           | + 15' 39"   |
| 9  | Romain Bardet (FRA)      | AG2R La Mondiale      | + 16' 00"   |
| 10 | Pierre Rolland (FRA)     | Team Europcar         | + 17' 30"   |

### Classificació per punts
|   | Ciclista             | Equip             | Punts |
| - | -------------------- | ----------------- | ----- |
| 1 | Peter Sagan (SVK)    | Team Tinkoff-Saxo | 432   |
| 2 | André Greipel (GER)  | Lotto Soudal      | 366   |
| 3 | John Degenkolb (GER) | Etixx-Quick Step  | 298   |

### Classificació de la muntanya
|   | Ciclista             | Equip            | Punts |
| - | -------------------- | ---------------- | ----- |
| 1 | Chris Froome (GBR)   | Team Sky         | 119   |
| 2 | Nairo Quintana (COL) | Movistar Team    | 108   |
| 3 | Romain Bardet (FRA)  | AG2R La Mondiale | 90    |

### Classificació del millor jove
|   | Ciclista             | Equip              | Temps       |
| - | -------------------- | ------------------ | ----------- |
| 1 | Nairo Quintana (COL) | Movistar Team      | 84h 47' 26" |
| 2 | Romain Bardet (FRA)  | AG2R La Mondiale   | + 14' 48"   |
| 3 | Warren Barguil (FRA) | Team Giant-Alpecin | + 30' 03"   |

### Classificació per equips
|    | Equip             | Temps        |
| -- | ----------------- | ------------ |
| 1r | Movistar Team     | 255h 24' 24" |
| 2n | Team Sky          | + 57' 23"    |
| 3r | Team Tinkoff-Saxo | + 1h 00' 12" |

## Abandonaments
No es produeix cap abandonament durant l'etapa.